# 臓器移植法を問い直す市民ネットワーク
臓器移植法を問い直す市民ネットワーク（ぞうきいしょくほうをといなおすしみんネットワーク）は、「脳死」からの臓器摘出に反対する市民団体。

## 概要
脳死と判定された患者からの臓器摘出に反対する市民運動団体で、2009年7月13日の『臓器の移植に関する法律』改定を受けて、同年9月18日に発足する。「臓器移植法改悪に反対する市民ネットワーク」を発展させた運動団体である。
目的は、「『脳死』は人の死ではないことを広く訴える」「『脳死』からの臓器摘出に反対する」「救命を尽くし、臓器移植以外の医療の研究・確立を求めていく」としている。
事務局構成団体には、「脳死」臓器移植に反対する関西市民の会、脳死・臓器移植に反対する市民会議、医療を考える会、全国交通事故遺族の会、人工呼吸器をつけた子の親の会（バクバクの会）、宗教法人大本、日本消費者連盟、全国肝臓病患者連合会、以上である。個人参加の学生・主婦・会社員もいる。
連絡先は、「日本消費者連盟気付」となっている。事務局長は、川見公子である。

## 活動内容

### 集会・学習会
2009年10月10日に、「『脳死』は死ではない！死の法に立ち向かう　新たな活動への市民討論集会」 と銘打って、臓器移植法を問い直す市民ネットワーク開催の第一回の集会が行われた。2010年1月31日には、「新臓器移植法を問うシンポジウム」が開催されている。2011年11月13日にも、「このままでいいのか！改定臓器移植法のこれからを考える」市民シンポジウムが開催される。
衆議院議員会館を会場とする「脳死・臓器移植を考える市民と議員の勉強会」が、2012年4月時点で、5回開催されている。
脳死移植に反対する論客の講演を始め、長期脳死の子どもの母親および父親の話、救命救急医療の医師の発言、脳神経外科医の講演などが、内容である。
質疑応答の時間が設けられ、脳死移植に賛成の参加者の質問意見の機会も尊重されている。

### 厚生労働省担当部署への申し入れ
厚生労働省の健康局局長および臓器移植対策室室長に、要望を伝えたり説明を求めるなどの申し入れを行っている。
2009年12月22日に、未公表検証結果の公表および脳死判定の不確実性に関する質問を柱とする「改定臓器移植法に関する申し入れ」、および「臓器移植を検証する第三者機関存廃に関する緊急申し入れ」」を行う。
2010年9月27日には、「改定臓器移植法下の法的脳死判定・臓器摘出に関する申し入れ」を行う。
2011年4月20日に、「『15歳未満の法的脳死判定・臓器摘出』（128例目・家族承諾39例目）に関しての質問」と、公開質問状を、提出している。

### 声明発表
「臓器移植法を問い直す市民ネットワーク」名で、2010年4月23日に「15歳未満の法的脳死判定・臓器摘出」に関する声明を発表している。
2010年7月18日に声明「改定臓器移植法施行にあたって」を発表している。

### 出版活動
2011年10月14日には、「臓器移植法を問い直す市民ネットワーク」の編著で、単行本「脳死・臓器移植Q＆A50　ドナーの立場でいのちを考える」が、海鳴社から出版されている。

## 連絡先
住所
- 東京都新宿区西早稲田1-9-19‐207　日本消費者連盟気付

## 関連図書
臓器移植法を問い直す市民ネットワーク 編著
- 脳死・臓器移植Q＆A50　山口研一郎 監修 　ISBN-13: 978-4875252849